# Вариационный своп
Вариационный своп (англ. variance swap) — это внебиржевой производный финансовый инструмент, который позволяет спекулировать или хеджировать риски, связанные с величиной изменения, то есть волатильностью, базового продукта (например, процентная ставка, валютный курс, индекс).
Одна из сторон сделки по свопу будет производить выплаты на основе реализованной вариации изменения цен базового продукта. Как правило, считается логарифмическая доходность цены закрытия за один день. Вторая сторона договора производит фиксированные выплаты, цена-страйк, которая определяется в момент заключения сделки. Таким образом, чистые выплата контрагентов по договору будет равна разности выплат сторон, расчет производится наличными в момент истечения строка договора, хотя возможны и выплаты в период действия договора для выполнения маржинальных требований.